# Peng Yue
En aquest nom xinès, el cognom és Peng.
Peng Yue (mort el 196 aEC), nom estilitzat Zhong (仲), va ser un cap militar prominent i un figura política durant la tardana Dinastia Qin i els principis del període de la Dinastia Han Occidental de la història xinesa. Ell va estar involucrat en la Disputa Chu–Han i va servir com aliat a Liu Bang. En reconeixement de les seves contribucions, Liu després de la fundació de la dinastia Han li va concedir a Peng el títol de "Rei de Liang" (梁王).